# Барна, Владимир Андреевич
Владимир Андреевич Барна (укр. Володи́мир Андрі́йович Ба́рна, род. 2 июня 1953 году, с. Толстое, Тернопольской области) — украинский поэт, журналист, общественный деятель, публицист, литературовед, переводчик. Член Национального союза писателей Украины (1994) и НСЖУ (1981). Дипломант областной премии имени В. Вихруща (2003).

## Биография
Родился 2 июня 1953 году в посёлке Толстое Тернопольской области. Происходит из семьи лемков-переселенцев.
Отец — Андрей из Каменки, мать — Евдокия из укр. Дальови в Сяніччині.
Окончил среднюю школу в пгт Толстое.
В 1975 г. окончил факультет журналистики Львовского университета им. И. Франко. Работал редактором Тернопольского областного радиовещания.
1981 г. — член Союза журналистов Украины и Союза писателей Украины. Автор многих передач на областном и республиканском радио. В радиопередачах часто освещает жизнь предков-земляков, успехи художественных коллективов, достижения художников, ученых. Избран членом правления общества «Лемковщина» во Львове, в 1990—199 гг. работал председателем правления общества в Тернополе.
По его инициативе 6-7 июня 1992 г. в Тернополе состоялся Всеукраинский конгресс лемков.

## Литературная деятельность
Является автором многочисленных стихотворений, статей, очерков по лемковской тематике.
Печатался в журналах «Київ», «Дзвін», «Дніпро», «Наше слово».
Автор сборников стихов:
- «В долонях Всесвіту» (1991),
- «Бескиди» (1992),
- «Пейзажі душі» (1994),
- «Моє Опілля»,
- «Роса на списах трав»,
- «Мелодія срібної ночі» (На белорусском языке),
- «Сльоза в зіницях неба»,
- «Янгол слова»,
- «Апокрифи неба»,
- «Храм вічності душі»,
- «Сльоза в зіницях неба» (на украинском и Эсперанто).

Стихи Владимира Барны переведены на испанский, английский, польский, белорусский, русский языки и эсперанто.